# Навія-де-Суарна
Навія-де-Суарна (гал. Navia de Suarna, ісп. Navia de Suarna) — муніципалітет в Іспанії, у складі автономної спільноти Галісія, у провінції Луго. Населення — 1441 осіб (2009).
Муніципалітет розташований на відстані близько 400 км на північний захід від Мадрида, 44 км на схід від Луго.
Муніципалітет складається з таких паррокій: Барсія, Кабанела, Кастаньєдо, Фольгейрас, Фрейшис, Галегос, Мойя, Мостейро, Муньїс, Пенаміль, Пін, А-Проба-де-Навія, Кейсан, Рао, А-Рібейра, Рібон, Сон, Вальйо, Віларпандін.

## Демографія
Динаміка населення (INE ):

## Галерея зображень

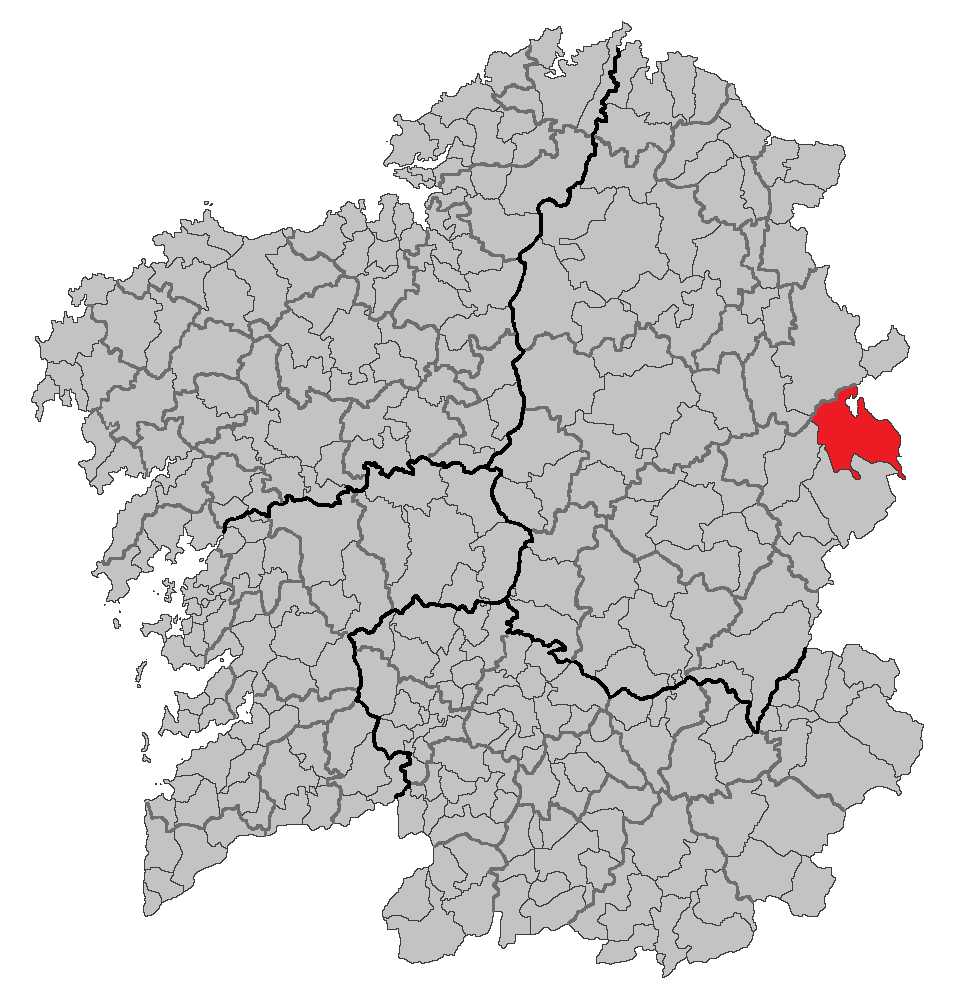
Розташування муніципалітету

## Парафії
Муніципалітет складається з таких парафій: 

## Релігія
Навія-де-Суарна входить до складу Лугоської діоцезії Католицької церкви.